# Sint-Petruskerk (Dikkelvenne)

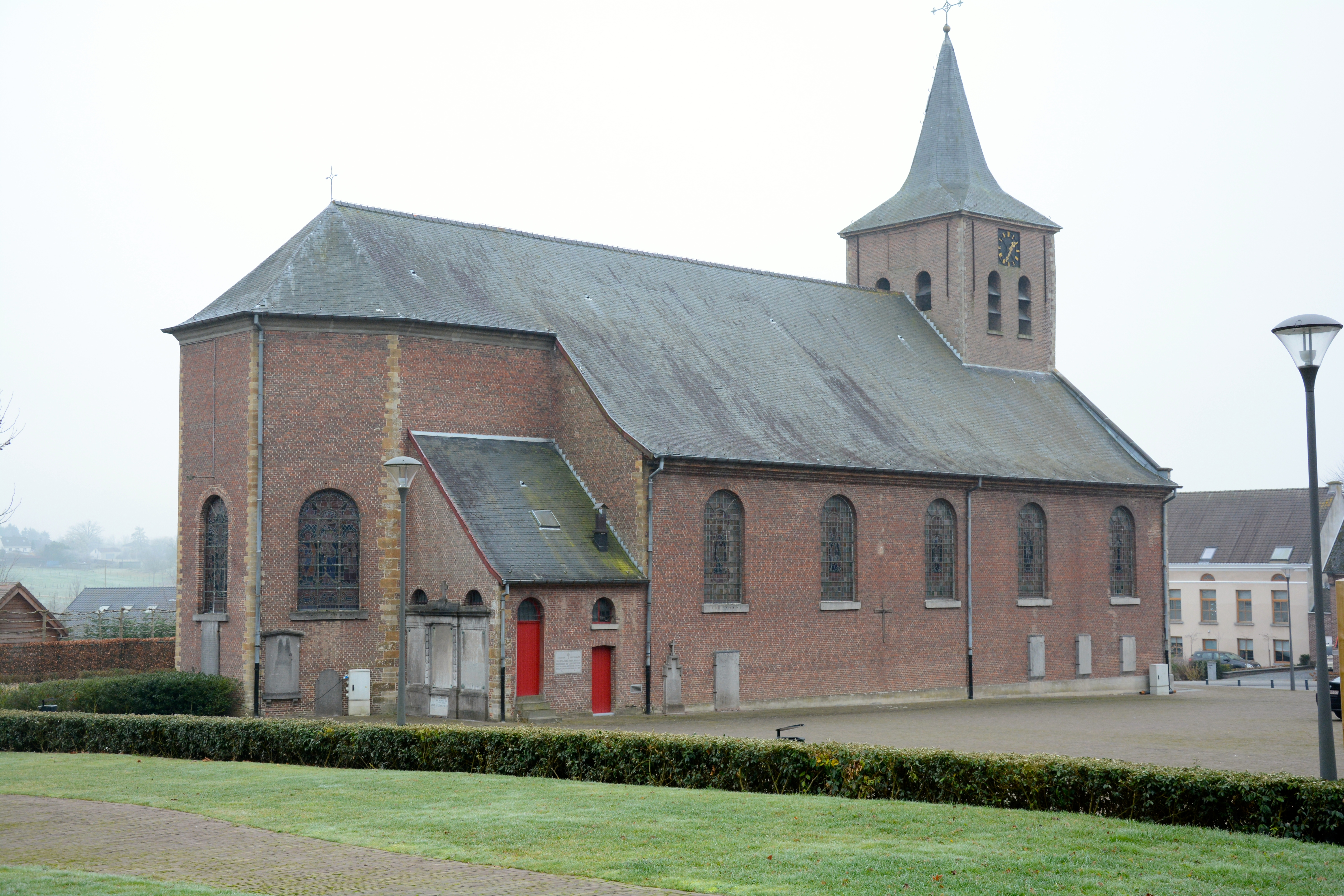
Sint-Petruskerk

De Sint-Petruskerk is de parochiekerk van de tot de Oost-Vlaamse gemeente Gavere behorende plaats Dikkelvenne, gelegen aan Kerkstraat 1.

## Geschiedenis
De eerste kerk stond in de wijk De Rotse, daar waar tegenwoordig de Sint-Christianafontein zich bevindt. Het patronaatsrecht van de kerk behoorde aan de Sint-Pietersabdij te Dikkelvenne, die in 1081 naar Geraardsbergen verhuisde en later als Sint-Adrianusabdij bekend stond. In 1147 ging het patronaatsrecht over naar de Abdij van Anchin. De kerk werd in 1824 gesloopt.
Een nieuwe kerk werd gebouwd van 1823-1826 nabij het kasteel Baudries. 

## Gebouw
Het is een eenvoudige bakstenen pseudobasiliek met ingebouwde westtoren. De kerk heeft een neoclassicistisch interieur.
De kerk bezit enkele 18e-eeuwse schilderijen: Aanbidding der herders en Devotie van de heilige Barbara en de heilige Catharina. Ook is er een 16e-eeuws Sint-Christanabeeld en een 18e-eeuws Sint-Petrusbeeld. De preekstoel is van 1778 en er is een 18e-eeuwse biechtstoel die afkomstig is uit de Sint-Pieterskerk te Ronse. Het doopvont is van 1601 en het Van Peteghemorgel is van 1839.